# 김세영 (가수)
김세영(1972년 12월 21일 ~ )은 대한민국의 가수이다. 그의 주요 거주지는 서울이다.

## 생애
1981년에 아역 연기자로 활동하였으며 《호랑이 선생님》 등의 아동용 TV 프로그램 및 각종 드라마(《전원일기》, 《울 밑에 선 봉선화》, 《두려움 없는 사랑》, 《우리들의 천국》 등에 단역), 뮤지컬 공연(《피터 팬》, 《올리버 트위스트》), CF 광고 등에 출연하였다. 솔로 가수 데뷔 전에는 '각시탈', '천둥번개', 'A-TEST' 등의 언더그라운드 락 밴드에서 보컬리스트로 활동하였다.
1997년 5월에, 1집 《김세영》으로써 솔로 가수 데뷔, 타이틀 곡 〈밤의 길목에서〉가 크게 히트하며 앨범 판매량이 40만장에 달하였고 1998년 다른 소속사로 거처를 옮겼지만 둥지를 튼 지 불과 3개월 만에 회사가 갑자기 부도났으며 1년 후 1999년 타이틀 곡 〈루〉를 포함한 2집 《흑+천사》를 발표하였으나 소속사의 자금 문제 탓인지 1달 만에 그만두는 등 활동을 하지 못했다.
고음역대의 미성을 보유한 뛰어난 가창력의 가수이다.
2009년 미니앨범 <Vol.3 지나간..>을 발표하면서 타이틀곡 <처음 해 본 이별>로 활발히 활동했으며 mbc주말 특별기획 미니시리즈 2009외인구단 주제곡 "난 너에게"를 특유의 절제된 애절한 보이스로 불러 많은 사랑을 받았다. 이 곡으로 일본에서 활동을 하며 많은 사랑을 받았으나 드라마는 구시대적인 멜로 이야기와 진부한 스토리 전개로 시청자들의 관심 밖에서 밀려나서 부진을 면치 못하자 조기종영(20 -> 16)됐다.
부인과 사이에 슬하 2녀가 있으며 현재는 (주)인포드 의 CEO로서 "마리걸"이라는 아동복 쇼핑몰을 주력으로 하는 사업가로서 새롭게 도전하고 있다.

## 출연작

### TV 드라마
- 《호랑이 선생님》(MBC)
- 《전원일기》(MBC)
- 《울 밑에 선 봉선화》(KBS)
- 《두려움 없는 사랑》(SBS)
- 《우리들의 천국》(MBC)

### 뮤지컬
- 《피터 팬》
- 《올리버 트위스트》

## 음반

### 정규
- 1997년 《김세영 1집》
- 1999년 《김세영 2집》
- 2016년 《김세영 3집》